# Капитуляции Санта-Фе
Капитуля́ции Са́нта-Фе (исп. Capitulaciones de Santa Fe) — договор  между Христофором Колумбом и Католическими Величествами, заключённый 17 апреля 1492 года в городе Санта-Фе. Название «капитуляции» объясняется принятым в Кастильском королевстве в XV веке обычаем оформления подобных соглашений — в виде отдельных глав или «капитул» (исп. capítulos), по сути, жалованных грамот, выступающих в качестве своеобразных «краеугольных камней» договора. По условиям договора, Колумб получил звание Адмирала Моря-Океана (исп. Almirante de la Mar Océana), Вице-короля (исп. Virrey <устар. Visorrey>) и Генерал-губернатора (исп. Gobernador General) Индий (исп. de las Indias), почётный титул Дона, а также право на десятую часть всей добычи, ожидаемой от его намеченного плавания в Ост-Индию.

## История заключения
Предложение Колумба о подготовке плавания было изначально испанским обществом отвергнуто. Однако некоторое время спустя Изабелла I Кастильская созвала по этому поводу новое собрание мореплавателей, философов, астрологов и прочих экспертов, чтобы заново рассмотреть проект. По мнению участников собрания, расчёты расстояния от Испании до Ост-Индии, выполненные Колумбом, были абсурдны. Католические Величества уже готовы были принять их точку зрения, но ряд влиятельных придворных вельмож убедил монархическую чету, что та потеряет немного в случае провала проекта, а в случае успеха приобретёт немало. В круг этих советников входили архиепископ Толедо Эрнандо де Талавера, нотариус Луис де Сантанхель (исп. Luis de Santángel) и камергер Хуан Кабреро (исп. Juan Cabrero). Сформулировать «Капитуляции Санта-Фе» было поручено королевскому секретарю и стороннику инквизиции Хуану Коломе. Подготовка договора заняла три месяца — из-за занятости монархов другими насущными вопросами. В итоге «Капитуляции» были скреплены печатями в лагере Санта-Фе, в окрестностях осаждённой Гранады.

## Сохранность
Подлинник договора утрачен. Самая ранняя копия содержится в подтверждающих документах Кастильской короны, выпущенных в Барселоне в 1493 году. Отсутствие в них слова «Азия» навело многих историков на мысль, что Колумб изначально не собирался туда плыть, а вместо этого имел намерение открыть новые земли. В 2009 году «Капитуляции Санта-Фе» были внесены в программу ЮНЕСКО по защите всемирного документального наследия «Память мира».